# جيناسيو جيجانتينو
جيناسيو جيجانتينو (بالبرتغالية: Gigantinho‏) هي ساحة رياضية في بورتو أليغري، البرازيل.